# Споменик невиним жртвама у Бачинцу
Споменик невиним жртвама у Бачинцу подигнут је у дворишту основне школе, у знак сећања на настрадале мештане овог села ратне 1944. године.
На Туциндан, 5. јануара 1944. године, у Дојнаку су изведени на стрељање: Светозар Тоза Бајчић, Света Бајчић - Микица, Миливоје Ђорђевић, Живадин Живановић, Пера Стојић, Обренија Стојић, Александар Јакшић, Милорад Бајкић и Стеван Бајчић. Милорад Бајкић је, заузимањем Васе Радишића Барончета, пуштен на слободу, а стрељање је једино преживео Стеван Бајчић. У срељачком строју налазиле су се присталице четничког покрета, углавном из Доње Јасенице. Милорад Бајкић Бајкић о том догађају наводи:
У нашу кућу доведен је Васа Радишић Баронче, који је био рањен у руку приликом једног сукоба с четницима. Неко из села је то дознао и обавестио четнике, који су убрзо блокирали нашу кућу. Угледавши их Радишић је кроз прозор излетео из куће и на четнике бацио бомбу која није експлодирала. Њега су одмах ухватили, а мене и оца везали и скупа нас повели ка центру села. Ја и отац смо ћутали, а Баронче је испричао нашим спроводницима где је све бивао и с ким се састајао у Бачинцу. Казао је и да је у кући Стевана Бајчића 3. јануара одржана партијска конференција. Четници су одмах ухапсили Стевана Бајчића. Док су нас водили ка месту егзекуције, путем је наишао Александар Јакшић. Ухватили су га, везали и протерали ка Малом Гају, где су нас затворили у шталу Драге Вујчића.

На Туциндан су нас извели на стрељање. Довели су нас у ливаде у Дојнаку. Васа Радишић Баронче је замолио да ме пусте. Један четник ми је ослободио руке. Мој отац је гледао у страну. Припуцали су, а ја сам бежао што сам брже могао. Пуцњава је била толико јака, да се наш коњ отео четнику. Рафал није погодио само Стевана Бајчића. Он се притајио, а четнички официр је после свима пуцао у главу. Метак је Стевану прошао кроз вилицу. Успео је да се рањен довуче до куће. Његови су га однели лекару у Смедерево. Кад се вратио у село, рана се позледила и он је умро...
Петнаест дана касније, 19. јануара, у Бачинац су поново банули четници. Дошли су из правца Доброг Дола. Претресали су куће мештана и у Луњевац повели казанџију Драгу Стојића, Живка Стојића, Лалу и Драгицу Ж. Илић. Затворили су их у зграду школе, а потом стрељали.